# Тождество Бохнера
Тождество Бохнера — общее название семейства тождеств в римановой геометрии, связывающих лапласианы разных типов и кривизну.
Тождества получаемыe интегрированием тождества Бохнера иногда называются тождествами Рейли.

## Формулировка
Пусть {\displaystyle S} есть расслоение Дирака над римановым многообразием {\displaystyle M},
{\displaystyle D} — соответствующий оператор Дирака, и тогда
{\displaystyle D^{2}\phi =\nabla ^{*}\nabla \phi +{\mathfrak {R}}(\phi )}
для любого сечения {\displaystyle \phi \colon M\to S}.

### Обозначения
Далее {\displaystyle e_{i}} обозначает ортонормированный репер в точке.
- {\displaystyle \nabla } обозначает связность на {\displaystyle S}, и
{\displaystyle \nabla ^{*}\nabla \phi =-\sum _{i}\nabla _{e_{i}}\nabla _{e_{i}}\phi ,}

так называемый лапласиан по связности.
- {\displaystyle {\mathfrak {R}}} — сечение {\displaystyle \mathrm {Hom} (S,S)}, определяемое как
{\displaystyle {\mathfrak {R}}(\phi )={\tfrac {1}{2}}\cdot \sum _{i,j}e_{i}.e_{j}.R_{e_{i},e_{k}}\phi ,}

где «{\displaystyle .}» обозначает умножение Клиффорда, и
{\displaystyle R_{X,Y}=\nabla _{X}\nabla _{Y}-\nabla _{Y}\nabla _{X}-\nabla _{[X,Y]}}
— преобразование кривизны.
- {\displaystyle D} — оператор Дирака на {\displaystyle S}, то есть
{\displaystyle D\phi =\sum _{i}e_{i}.\nabla _{e_{i}}\phi .}

и {\displaystyle D^{2}\phi =\Delta \phi } лапласиан Ходжа на дифференциальных формах

## Следствия
- Из тождества Бохнера для градиента функции {\displaystyle u} получаем следующую интегральную формулу для любого замкнутого многообразия
{\displaystyle \int \limits _{M}|\Delta u|^{2}-\int \limits _{M}|\mathrm {Hess} \,u|^{2}=\int \limits _{M}{\mbox{Ric}}(\nabla u,\nabla u)},

где {\displaystyle \mathrm {Hess} \,u} обозначает гессиан {\displaystyle u}.
- Если {\displaystyle u\colon M\rightarrow \mathbb {R} } — гармоническая функция, то
{\displaystyle \Delta ({\tfrac {1}{2}}\cdot |\nabla u|^{2})=|\nabla ^{2}u|^{2}+{\mbox{Ric}}(\nabla u,\nabla u)},

где {\displaystyle \nabla u} обозначает градиент {\displaystyle u}. В частности:
- Компактные многообразия с положительной кривизной Риччи не допускают ненулевых гармонических функций.
- Если {\displaystyle u} — гармоническая функция на многообразии с положительной кривизной Риччи, то функция {\displaystyle |\nabla u|} субгармоническая.

- Из формулы Бохнера следует, что на компактных многообразиях с положительным оператором кривизны отсутствуют гармонические формы любой степени, то есть оно является рационально гомологической сферой.
  - Другим методом, а именно потоком Риччи, удалось доказать что любое такое многообразие диффеоморфно фактору сферы по конечной группе.[1]